# Heart Strings (album)
Heart Strings è il tredicesimo album in studio della cantante gallese Bonnie Tyler, pubblicato nel 2003. Si tratta di un album di cover.

## Tracce
1. Human Touch (Bruce Springsteen) – 4:32
2. Everybody Hurts (R.E.M.) – 5:53
3. Amazed (Lonestar) – 4:07
4. Against All Odds (Take a Look at Me Now) (Phil Collins) – 4:08
5. And I Am Telling You I'm Not Going (dal musical Dreamgirls) – 4:09
6. Lean on Me (Bill Withers) – 4:37
7. In My Life (The Beatles) – 2:59
8. Learning to Fly (Tom Petty) – 3:57
9. Right Here Waiting (Richard Marx) – 4:14
10. I Still Haven't Found What I'm Looking For (U2) – 4:14
11. I Can't Make You Love Me (Bonnie Raitt) – 4:36
12. Need Your Love So Bad (Little Willie John) – 5:16
13. It's Over (Roy Orbison) – 4:15

## Classifiche
| Classifica (2002) | Posizione raggiunta |
| ----------------- | ------------------- |
| Norvegia          | 29                  |
| Spagna            | 41                  |
| Svezia            | 34                  |